# Kreuzberg (Börde)

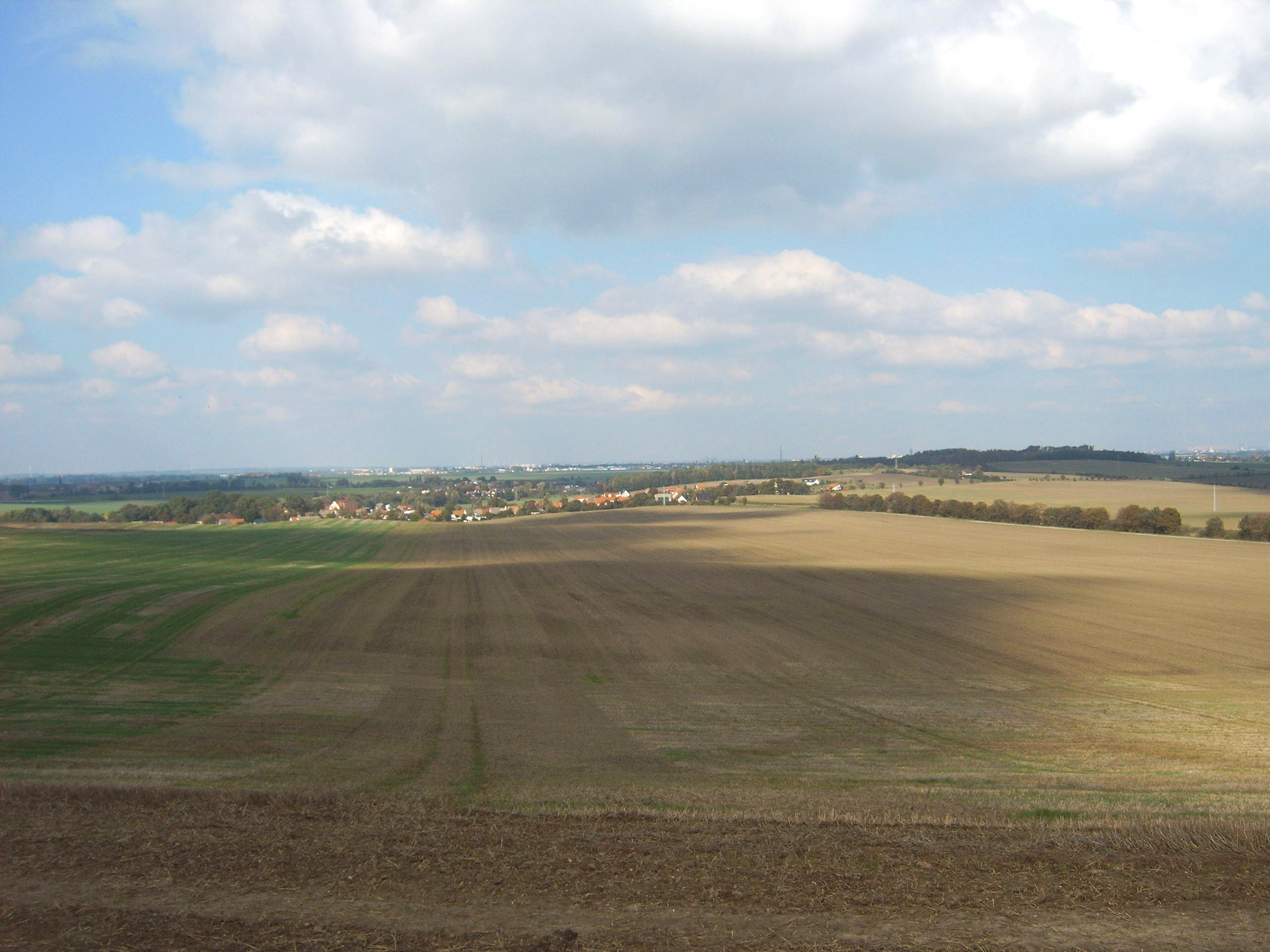
Blick vom Kreuzberg nach Norden auf Beyendorf-Sohlen, im Hintergrund die Stadt Magdeburg, rechts die Sohlener Berge

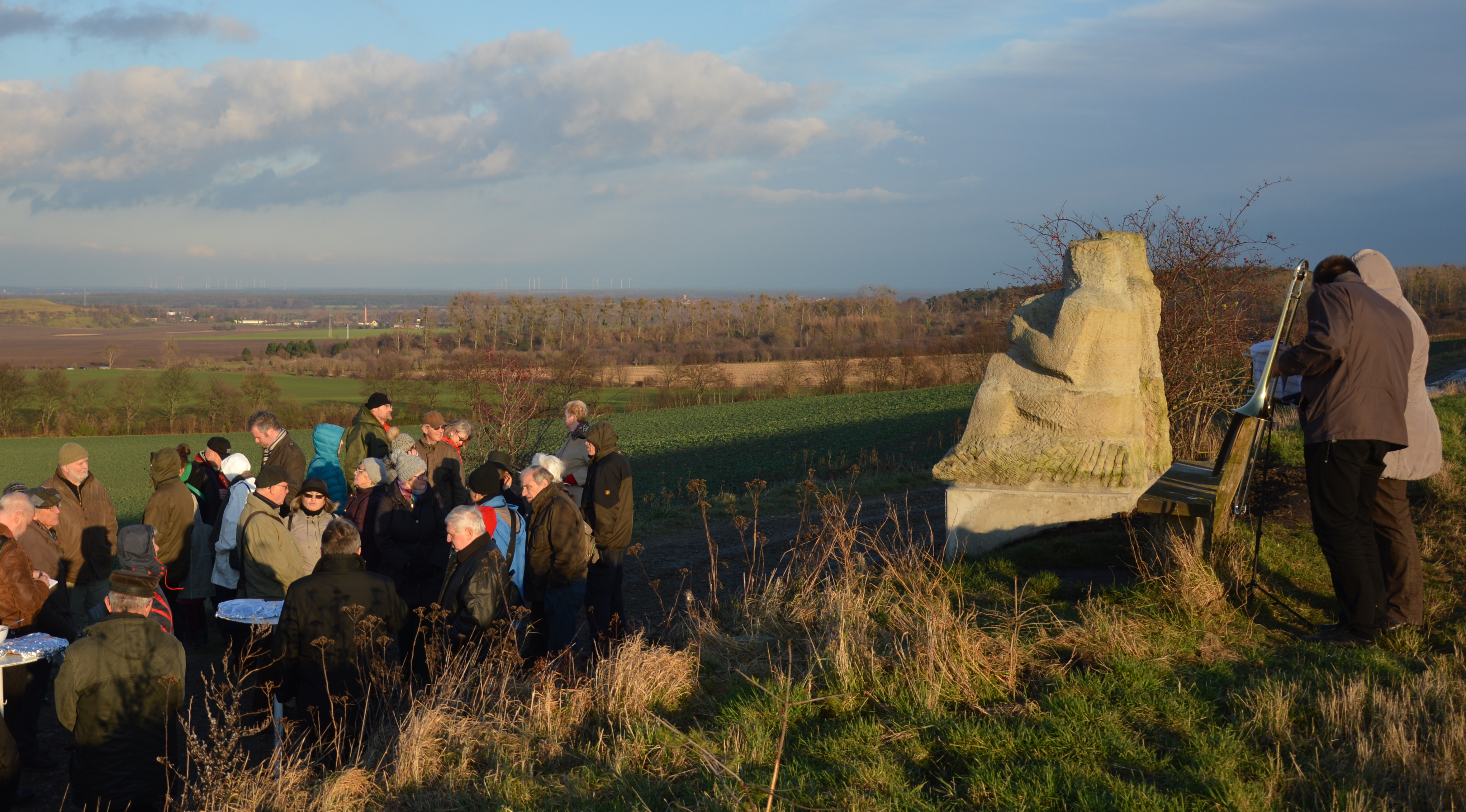
Einweihung des Bördepaars am 4. Dezember 2015

Der Kreuzberg ist eine Erhebung südlich der Stadt Magdeburg in Sachsen-Anhalt. Er befindet sich im Gebiet des Stadtteils Beyendorf-Sohlen.
Der Berg erreicht eine Höhe von 110,8 m und gehört zu einem eiszeitlich entstandenen Höhenzug, zu dem auch der östlich gelegene Frohser Berg und die etwas weiter nördlich gelegenen Sohlener Berge zählen.
Seinen Namen verdankt die Erhebung einer etwas östlich vom höchsten Punkt gelegenen Wegkreuzung. Hier kreuzten sich von alters her Feldwege die von Sohlen nach Welsleben und von Westerhüsen nach Dodendorf führten. Letzterer Weg führt entlang des Kamms des Kreuzberges. Seit dem Bau der A 14, die etwas westlich vom Kreuzberg verläuft, ist jedoch der Weg nach Dodendorf unterbrochen. 
Vom Kreuzberg, der anders als der Frohser Berg oder die Sohlener Berge nicht bewaldet ist, besteht eine gute Fernsicht in die umliegende Landschaft der Magdeburger Börde, der Stadt Magdeburg und des nördlich gelegenen ländlich geprägten Stadtteils Beyendorf-Sohlen. Die Erhebung wird landwirtschaftlich genutzt.
Am 8. November 1813 kam es im Umfeld des Berges zu einem Gefecht zwischen aus Welsleben heranrückenden russischen Truppen und bei Sohlen stehenden französischen Truppen. General Pierre Lanusse beobachtete vom Kreuzberg aus das Heranziehen der russischen Einheiten. Zwischen 9.30 und 11.00 Uhr erfolgte heftiges russisches Artilleriefeuer. Auf französischer Seite gab es 34 Tote und 111 Verwundete. Die Franzosen zogen sich dann, die strategische Aufgabe der Ermöglichung des französischen Rückzugs aus Schönebeck war erfüllt, in Richtung der damals französisch besetzten Festung Magdeburg zurück.
Am 4. Dezember 2015 wurde eine auf dem Gipfel aufgestellte Skulptur eingeweiht. Die Skulptur Bördepaar wurde von Wolfgang Roßdeutscher geschaffen und unentgeltlich zur Verfügung gestellt und auf einem Sockel aufgestellt. Unmittelbar westlich der Skulptur befindet sich eine bereits zuvor aufgestellte Sitzbank.